# كساد
في علم الاقتصاد، الكساد هو حالة انكماش في النشاطات الاقتصادية مستمرة على مدى طويل في إحدى الاقتصاديات أو أكثر، وهو أكثر حدّة من الركود، والذي يعرف بأنه تباطؤ في النشاط الاقتصادي في فترة دورة اقتصادية عادية.
الكساد هو شكل من أشكال الركود غير العادية. ومن سلبيات الكساد طول مدته وارتفاع كبير غير طبيعي في نسب البطالة، وانخفاض في الموجودات المصرفية (بسبب الأزمات المصرفية أو المالية)، وتقلّص الإنتاج بسبب ضعف القدرة الشرائية ويعمل المورّدون والمستثمرون على خفض إنتاجهم واستثماراتهم، تحدث حالات إفلاس كبيرة وحالات تخلّف عن سداد الديون السيادية وانخفاض كبير في التجارة (خاصة التجارة الدولية)، إضافة إلى تقلب قيمة العملة نسبياً (بسببب انخفاض قيمة العملات. وتعتبر حالات الانكماش المالي والأزمات المالية وإفلاس البنوك من العناصر المشتركة التي تتكرر في حالات الكساد لكن لا تحدث عادةً في فترات الركود.

## تعريفات
في الولايات المتحدة حدّد المكتب القومي للأبحاث الاقتصادية التقلص والتوسع في دورة الأعمال، لكنه لم يحدد الكساد. بشكلٍ عام، تُعلّم فترات الكساد بنقص كبير ومتواصل في القدرة على شراء السلع مقارنة بالكميات التي يمكن إنتاجها باستخدام الموارد والتكنولوجيات الحالية (إيراد محتمل). ثمة تعريف آخر مقترح للكساد، وتشمل قاعدتين عامّتين:
1. انخفاض في الناتج المحلي الإجمالي بما يتجاوز 10%
2. ركود يستمر لسنتين أو أكثر.
3. انخفاض مستوى الدولة.

كما يوجد أيضاً اختلافات في تعريف مدّة الكساد. يشير بعض الاقتصاديون إلى فترة انخفاض النشاط الاقتصادي فقط. أما الاستخدام الأكثر شيوعاً فيشمل فترات عودة النشاط الاقتصادي إلى ما يقارب المستويات العادية.

## حالات كساد اقتصادي شهيرة

### الكساد العظيم
أشهر حالات الكساد المعروفة ما عرف بالكساد الكبير أو الكساد العظيم والذي أثّر على معظم الاقتصاديات الوطنية في جميع أنحاء العالم خلال عقد 1930. يعتبر أن هذا الكساد عموماً قد بدأ مع انهيار بورصة وول ستريت عام 1929، وسرعان ما انتشرت الأزمة في الاقتصادات الوطنية الأخرى. بين عامي 1929 و1933، هبطت مقاييس الدخل والإنتاج القومي في الولايات المتحدة بنسبة 33% في حين ارتفع معدّل البطالة بنسبة 25% (وزادت نسبة البطالة الصناعية إلى حوالي 35% في حين بقيت النسبة أعلى من 25% في قطاع الزراعة.
كان تأثير الكساد العظيم طويل المدى أن تمّ ترحيل كافة العملات الرئيسية من حالة الغطاء الذهبي، على الرغم من الزخم الأولي لهذه الحالة كان حدوث الحرب العالمية الثانية. على كل حال، استطاع الاقتصاد العالمي تجاوز ببساطة استيعاب الزيادة في الذهب العالمي لاستيعاب الزيادة في عدد سكان العالم والتجارة المتزايدة دون الحاجة لإعادة تقييم العملات المرتبطة بالذهبي بشكلٍ دوري.

### الكساد الطويل

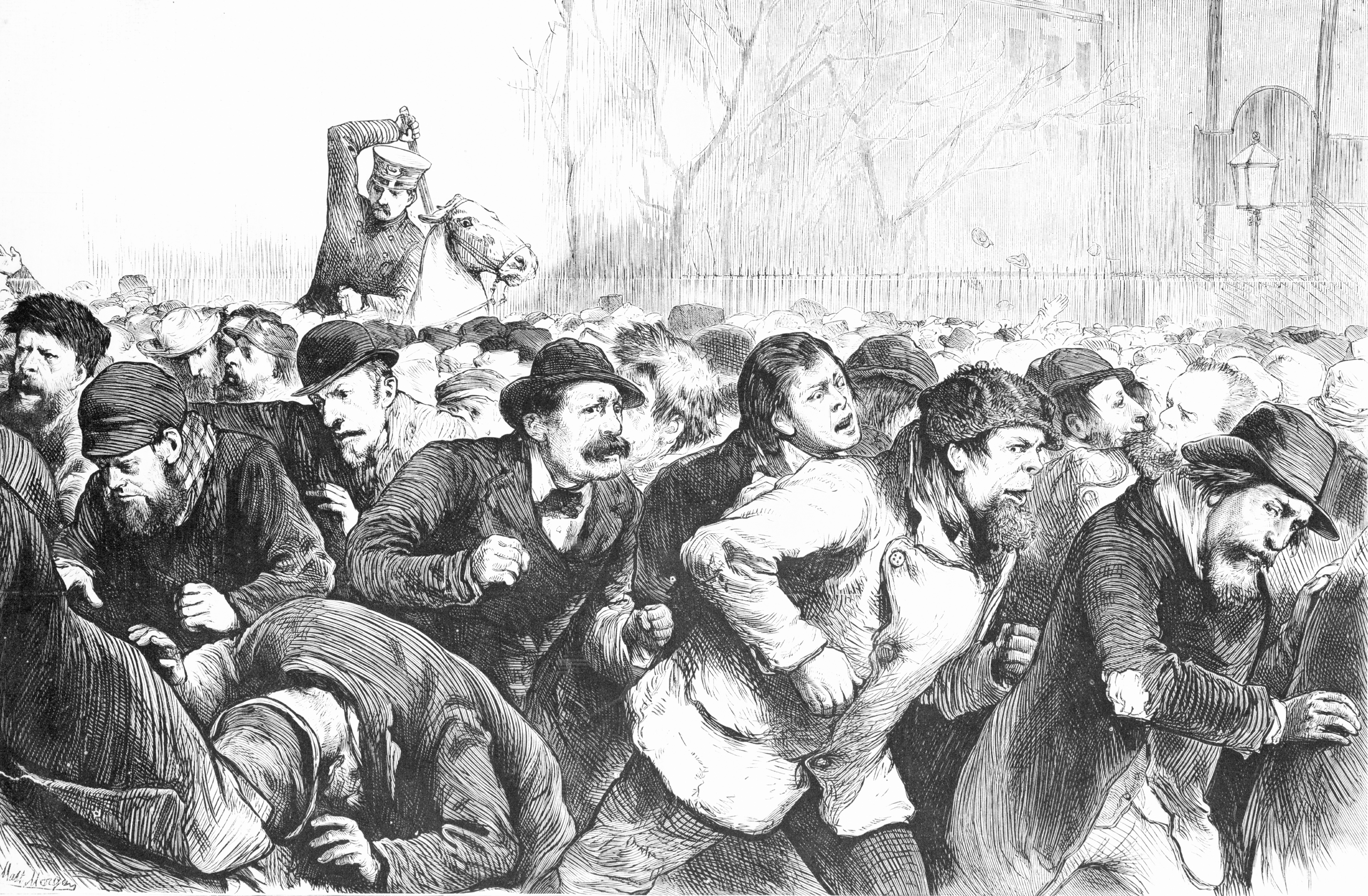
شرطة نيويورك تهاجم بعنف العمال العاطلين عن العمل في تومبكينز سكوير عام 1874.

بدء باعتماد بريطانيا والولايات المتحدة نظام الغطاء الذهبي، كان الكساد الطويل الذي امتد من 1873 حتى 1896 أطول من الكساد العظيم لكن تأثيره وعمقه كان أقل. لكنه عرف سابقاً باسم الكساد العظيم حتى عقد 1930.

### الذعر المالي عام 1837
حدثت حالة الذعر المالي عام 1837، وهي أزمة مالية أمريكية بسبب مضاربات في سوق العقارات. انفجرت الفقاعة في 10 أيار (مايو) 1837 في نيويورك، عندما توقفت كل البنوك عن الدفع بالعملات المعدنية (الذهب والفضة). تلى حالة الذعر هذه كساد لمدة خمس سنوات، مع حالات فشل مصرفي وتسجيل مستويات بطالة مرتفعة.

### الكساد العظيم في أوروبا
بدءاً من عام 2009، غرقت اليونان في حالة من الركود، تسبب بعد عامين بأزمة الدين الحكومي اليوناني. حيث شهدت البلاد انخفاضاً في الناتج الاقتصادي بنسبة 20%، وارتفعت معدلات البطالة إلى ما يقارب 25%. فاقم مقدار الدين السيادي على اليونان من الأزمة خاصة مع ضعف الأداء الاقتصادي منذ بدء تطبيق إجراءات التقشف الصارمة، فقد تباطأ الانتعاش في منطقة اليورو بأكملها. أدت الاضطرابات المستمرة في اليونان إلى نقاشات حول انسحاب اليونان من منطقة اليورو.

### الكساد العالمي
أدى حظر النفط عام 1973 إلى جانب ارتفاع تكاليف الحفاظ على رفاهية الدولة في معظم البلدان إلى حدوث ركود 1973-1975، تبعه فترة من الركود التضخمي. أما الركود بين عامي 1980-1982 فقد وضع علامة على نهاية تلك الفترة.
أما أزمات أزمة الادخار والقروض والاستحواذ المدعوم بالقروض، فقد تسببت بحدوث هبوط حادّ في منتصف عام 1989 ما تسبب بركود في أوائل عقد 1990، كما عزز ارتفاع أسعار النفط (1990) من هذه الحالة التي استمرت حتى أواخر عام 1994. يذكر هذا التراجع بفعل تأثيراته وآثاره السياسية والتي منها استقالة رئيسة وزراء المملكة المتحدة مارغريت ثاتشر في نوفمبر 1990 كنتيجة للكارثة الاجتماعية والاقتصادية الناجمة عن سياساتها الأخيرة؛ كما خسر رئيس الولايات المتحدة جورج بوش الأب الانتخابات الرئاسية عام 1992 على الرغم من شعبيته التي كانت تتجاوز 60% وفوز بيل كلينتون بسبب زيادة اضمحلال المناطق الحضرية.
عام 2005، حدثت أزمة الطاقة في عقد 2000 بسبب ارتفاع أسعار النفط المستمر والاقتصاد المحموم الناجم عن رفع القيود، ما أدى إلى تدهور تدريجي في الاقتصاد العالمي، وارتفاع حالات التضخم والبطالة، فانفجرت فقاعة الإسكان في الولايات المتحدة عام 2007، وتراجع الاقتصاد الأمريكي إلى حالة من الركود الاقتصادي عام 2008. تسببت هذه الأزمات بالتالي في فشل العديد من المؤسسات المالية البارزة خلال عام 2008، كليمان براذرز، ما أدى إلى فقدان ملايين فرص العمل. تسببت حالات الإنقاذ التي قامت بها العديد من الحكومات في لإنقاذ المصارف في حدوث زيادة في العجز الوطني.